# Ekonomisk antropologi
Ekonomisk antropologi är ett fält som försöker förklara mänskligt ekonomiskt beteende i dess historiska, geografiska och kulturella kontext. Det är ett ämnesområde som nyttjar antropologiska metoder för att studera ekonomi. Antropologerna som är verksamma i fältet har inte sällan en komplex relation till disciplinen ekonomi, som ofta också inbegriper kritik av den ekonomiska disciplinen. Dess ursprung som en underdisciplin inom antropologi började med ett verk av polacken Bronislaw Malinowski och fransmannen Marcel Mauss om reciprocitet som ett alternativ till marknadsutbyte. I huvudsak studerar ekonomisk antropologi utbyten.
Efter andra världskriget påverkades det antropologiska fältet starkt av ekonomihistorikern Karl Polanyi. Polanyi byggde på antropologiska studier för att argumentera för att verkliga marknadsutbyten var begränsade till en mängd västliga industrisamhällen. Att tillämpa formell ekonomisk teoribildning (formalism) på icke-industrisamhällen var enligt honom felaktigt. I icke-industrisamhällen var utbyte "inbäddat" i sådana icke-marknadsinstitutioner som släktskap, religion och politik (en idé han lånade från Mauss). Han betecknade detta tillvägagångssätt som substantivism. Formalist-substantivistdebatten var mycket inflytelserik och definierade en era.
När globaliseringen blev verklighet och skiljelinjen mellan marknads- och icke-marknadsekonomier – mellan "the west and the rest" – blev ohållbar, började antropologer att titta på relationen mellan olika typer av utbyte inom marknadssamhällen. Nysubstantivister undersöker sätten som så kallad rent marknadsutbyte i marknadssamhällen misslyckas att passa marknadsideologin. Ekonomiska antropologer har sedan länge övergivit den primitivistiska nischen de tillskrevs av ekonomer. De studerar nu verksamheterna hos företag, banker och det globala finansiella systemet utifrån en antropologisk synvinkel.